# Aplocera pallidata
Aplocera pallidata är en fjärilsart som beskrevs av Otto Staudinger 1870. Aplocera pallidata ingår i släktet Aplocera och familjen mätare. Inga underarter finns listade i Catalogue of Life.